# سوندياتا كيتا
سوندياتا كيتا (1217 - 1255 ) هو كان أمير ومؤسس مملكة مالي.كان حاكم مالي منسا موسى، الذي حج إلى مكة، ابن أخيه الأكبر.